# Radohima
Die Radohima (albanisch Maja e Radohimës) ist ein Berg in den Albanischen Alpen im Norden Albaniens. Mit einer Höhe von 2568,3 m ü. A. zählt sie zu den höchsten Bergen Albaniens hinter dem Korab (2764 m ü. A.) und Nebengipfeln, der nahegelegenen Jezerca (2694 m ü. A.) mit Nebengipfel und dem Poplluk (2578 m ü. A.), ebenfalls im Jezerca-Massiv. Die Radohima ist Teil des eindrücklichen Bergpanoramas von Theth und liegt im Nationalpark Alpen Albaniens.

## Lage und Aufbau
Die Radohima erhebt sich zwischen dem Shala-Tal und dem Tal des Cem i Nikçit. Sie bildet den südöstlichen Abschluss der Bjeshkët e Namuna, eines schroff-karstigen, menschenleeren und praktisch wasserlosen Gebirgszugs, deren höchste Erhebung sie ist. Die Radohima ist ein massiver Block mit zahlreichen Nebengipfeln. Der Hauptgipfel Maja e Radohimës weist in der Gipfelregion einen flachen Grat auf, so dass der Eindruck einer großen Kuppe entsteht. Die Flanken sind hingegen steil: Auf der Ostseite fällt die Radohima sehr steil über 1500 Meter ins Shala-Tal ab. Auf der Westseite ist der Höhenunterschied weniger weit.

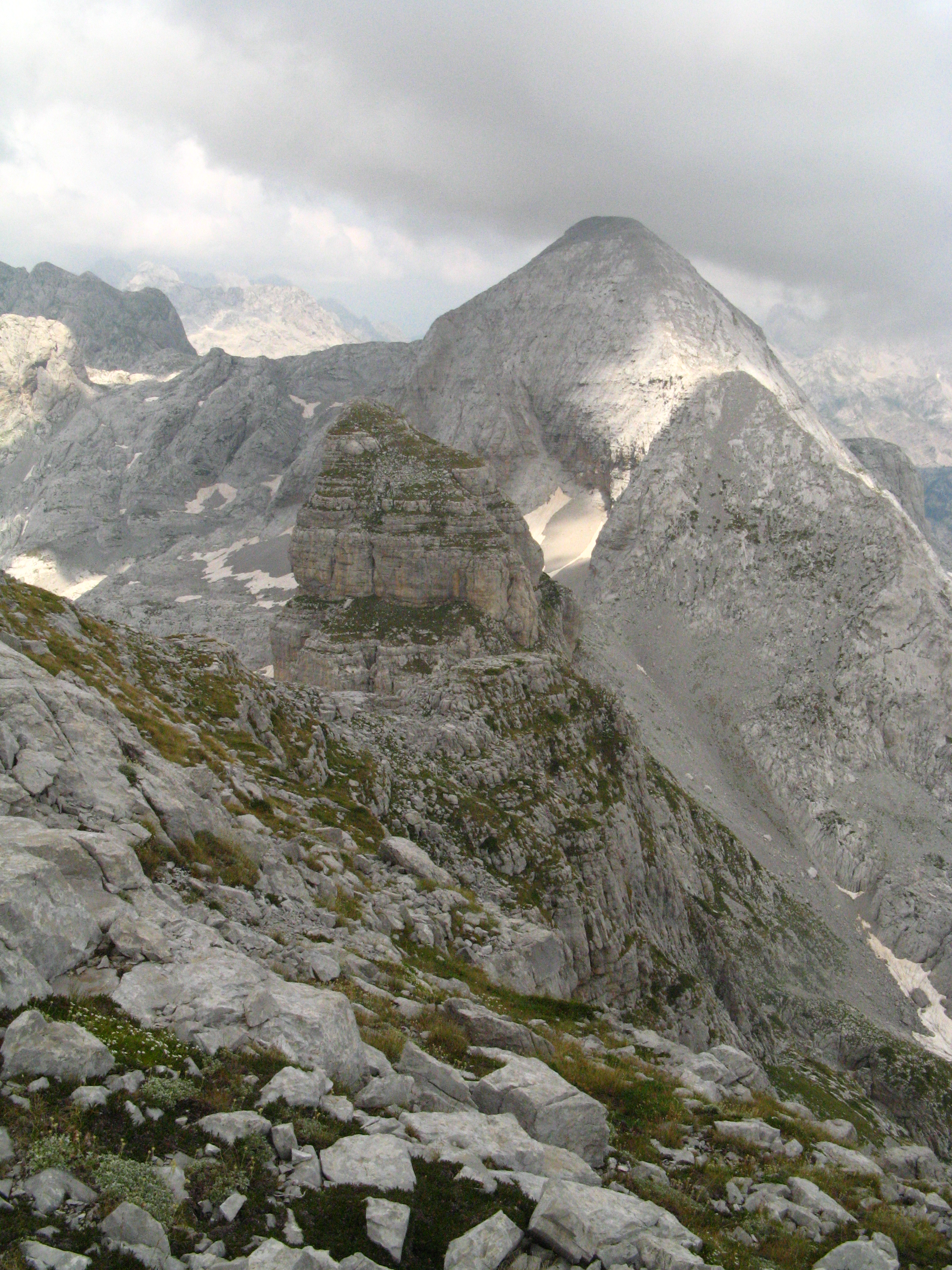
Grat

Der Berg besteht zur Gänze aus Dolomitkalk. Im karstigen Gebiet gibt es zwei große Dolinen respektive Poljen: im Westen der Radohima die rund zwei auf einen Kilometer großen Livadhet e Bogës auf rund 1800 Metern Höhe, an der Südflanke die kleinere Gropa e Radohimës auf nicht ganz 2000 Metern Höhe, die zwischen den nach Südwesten und Süden verlaufenden Grate liegt. Zwischen dieser Doline und dem Shala-Tal erhebt sich ein rund 2313 Meter hoher Vorgipfel.
Die Radohima beherbergt auch zahlreiche Höhlen. Bulgarische Höhlenforscher haben eine mehr als 500 Meter tiefe Höhle erkundet, deren Eingang sie auf 2225 Meter Höhe fanden. Am Fuß des Berges im Shala-Tal entspringen mächtige Karstquellen.

## Frühe Besteigungen
Der ungarische Baron Franz von Nopcsa erkundigte 1907 die nordalbanischen Alpen, um sie geologisch zu erfassen. Dabei erklomm er mit zwei albanischen Begleitern auch die Radohima, die er für den höchsten Punkt des Gebirges gehalten hatte.

„[…] und am 26. August konnte daran gegangen werden, die erst auf meiner Karte auch Maja e Radohimës genannte Maja e Kozhnjes, den Kulminationspunkt der westlichen Prokletijen, zu ersteigen. Die Tour gelang ohne Zwischenfall, doch war sie schon von Okol aus recht beschwerlich. Das letzte Stück des Aufstieges auf der Südseite des Bergkolosses konnte nur mit Lebensgefahr genommen werden, da uns hier eine fast senkrechte, nur von einigen tiefen Wasserrillen gefurchte Wand entgegentrat. Ganz hervorragend bewährte sich in dieser Situation Lek Curri, dessen Geschicklichkeit bewunderungswürdig war. […] An besonders glatten Stellen kletterte er voraus und zog nacheinander unsere Habseligkeiten, mich und Sadri Luka empor. Ich war unter uns dreien nicht der einzige, der froh war, als wir endlich spät am Nachmittage der glatten, grauenvollen Felswand glücklich entronnen waren und müde und hungrig den einsam in die Lüfte ragenden, langgestreckten, schmalen Rücken erreichten. Das Aneroid ergab zu meiner nicht geringen Enttäuschung bloß 2430 m. Im Jahre 1906 hatte ich die Höhe auf 2800 m. geschätzt und sie für den Kulminationspunkt Nordalbaniens gehalten.“

Am Folgetag erstieg er den Berg nochmals über den Nordostgrat, um seine geologischen Untersuchungen fortzusetzen.
Nächste Besteiger waren wohl italienische Vermesser, die Ende der 1920er Jahre auf dem Gipfel einen großen Steinmann errichteten. Ihnen folgten als erste „touristische“ Bergsteiger die Österreicher Georg Heinsheimer, Heid, Egon Hofmann und Heinrich Schatz aus Innsbruck und Linz im Sommer 1930. Im darauffolgenden Jahr passierte eine weitere österreichische Bergsteigergruppe den Gipfel. 1933 erkletterten die Österreicher Lothar Fink und Rudl Tinsobin aus dem Kar Livadhi i Bogës die Nordwand in möglichst direkter Falllinie.

„[…] stiegen wir […] in die nächste, unmittelbar am Gratanfang der Radohines gelegenen Scharte und taten einen erwartungsvollen Blick nach oben. Aber es war nur Schotter; ein elender Schotterrücken. Nur ein ganz bescheidenes, kurzes Gratstückchen, kaum mittelschwer, würzte den Anstieg ein wenig. In einer halben Stunde standen wir auf dem Gipfel, der den Steinman der italienischen Vermessung trug.“

## Nachbarberge
Die Radohima bildet einen von Nordost nach Südwest verlaufenden Bergrücken, in dessen weiteren Verlauf sich viele weitere hohe Bergspitzen aufreihen, darunter im Westen die Maja e Thatë (2541 m ü. A.) und die Maja e Livadhit (2493 m ü. A.), im Nordosten die Maja e Vishnjës (2517 m ü. A.), der Arapi (2217 m ü. A.), die Maja e Madhe (2552 m ü. A.), die Maja e Langojve (2502 m ü. A.) und die Spitzen des Karanfili (2490 m. i. J.), die bereits in Montenegro liegen. Ein weiterer, weniger markanter und kleinerer Grat geht nach Süden ab und trennt im weiteren Verlauf die Täler der Shala und des Përroi i Thatë, wo er vom Pass Qafa e Thorës überwunden wird.

Ostseite des Radohima-Massivs